# أتوميك بيتي
أتوميك بيتي مسلسل رسوم متحركة كندي فرنسي من إنتاج شركة أتوميك للكرتون واختراق للترفية وتيلي صور الأطفال. تم عرض المسلسل أول مره على قناة أم6 الفرنسية في 29 أغسطس 2004 واستمر عرضة حتى 29 يناير 2008 . تمت دبلجة المسلسل للعربية وتم عرضه على قناة ام بي سي 3 .

## وصلات خارجية
- أتوميك بيتي على موقع IMDb (الإنجليزية)
- أتوميك بيتي على موقع روتن توميتوز (الإنجليزية)
- أتوميك بيتي على موقع كينوبويسك (الروسية)
- أتوميك بيتي على موقع ألو سيني (الفرنسية)
- أتوميك بيتي على موقع قاعدة بيانات الفيلم (الإنجليزية)